# Рокспрингс
Ро́кспри́нгс (англ. Rocksprings) — город в США, расположенный в восточной части штата Техас, административный центр округа Эдуардс. По данным переписи за 2010 год число жителей составляло 1182 человека, по оценке Бюро переписи США в 2017 году в городе проживало 1150 человек.

## История
Место для города было выбрано в 1891 году благодаря естественным родникам в каменистой местности. В том же году было открыто почтовое отделение, и город стал административным центром округа Эдуардс. На следующий год в Рокспрингсе заработали кузница, гостиница, врач, два салуна, агент по продаже земли, магазин, аптекарь и два юриста. Изначально слова в названии города писались раздельно: Рок-Спрингс, однако в 1897 году было принято написание в одно слово. В 1910 году город получил известность из-за того, что в нём линчевали молодого мексиканского работника ранчо Антонио Родригеса. Происшествие вызвало вспышки расизма и антиамериканских настроений в соседней Мексике.
12 апреля 1927 года на Рокспрингс обрушился смерч категории F5 по шкале Фудзиты. В результате торнадо погибли 72 человека, а ещё 205 человек, почти треть населения, пострадали. Было уничтожено 235 из 247 зданий Рокспрингса.
Основными источниками доходов города являются охота, рыболовство, а также производство шерсти и мохера. Регион является одним из крупнейших поставщиков вышеуказанных товаров.

## География
Рокспрингс находится в центральной части округа, его координаты: 30°01′01″ с. ш. 100°12′47″ з. д..
Согласно данным бюро переписи США, площадь города составляет около 3,1 км2, практически полностью занятых сушей.

### Климат
Согласно классификации климатов Кёппена, в Рокспрингсе преобладает влажный субтропический климат (Cfa).
| Показатель                | Янв. | Фев.  | Март  | Апр. | Май  | Июнь | Июль | Авг. | Сен. | Окт. | Нояб. | Дек. | Год   |
| ------------------------- | ---- | ----- | ----- | ---- | ---- | ---- | ---- | ---- | ---- | ---- | ----- | ---- | ----- |
| Абсолютный максимум, °C   | 30,6 | 35,6  | 36,7  | 37,8 | 40   | 42,2 | 41,7 | 42,2 | 41,1 | 37,8 | 33,9  | 30,6 | 42,2  |
| Средний максимум, °C      | 15,6 | 17,8  | 21,8  | 25,8 | 28,9 | 32   | 33,7 | 33,5 | 30,4 | 25,9 | 20,3  | 16,6 | 25,2  |
| Средняя температура, °C   | 8,8  | 10,8  | 14,7  | 18,8 | 22,4 | 25,6 | 26,9 | 26,8 | 24   | 19,6 | 13,8  | 9,9  | 18,5  |
| Средний минимум, °C       | 2,3  | 3,8   | 7,5   | 11,7 | 15,9 | 19,2 | 20,2 | 20,1 | 17,6 | 13,2 | 7,2   | 3,1  | 11,8  |
| Абсолютный минимум, °C    | −15  | −16,1 | −12,2 | −6,7 | −1,1 | 7,2  | 14,4 | 12,2 | 3,3  | −7,2 | −10   | −15  | −16,1 |
| Норма осадков, мм         | 27   | 30    | 34    | 51   | 77   | 71   | 51   | 65   | 72   | 67   | 31    | 22   | 597   |
| Источник: weatherbase.com |      |       |       |      |      |      |      |      |      |      |       |      |       |

## Население
Согласно переписи населения 2010 года в городе проживало 1182 человека, было 453 домохозяйства и 317 семей. Расовый состав города: 81,3 % — белые, 0,9 % — афроамериканцы, 1,1 % —
коренные жители США, 0,4 % — азиаты, 0 % — жители Гавайев или Океании, 15 % — другие расы, 1,3 % — две и более расы. Число испаноязычных жителей любых рас составило 74,5 %.
Из 453 домохозяйств, в 35,8 % живут дети младше 18 лет. 53,2 % домохозяйств представляли собой совместно проживающие супружеские пары (20,3 % с детьми младше 18 лет), в 12,4 % домохозяйств женщины проживали без мужей, в 4,4 %
домохозяйств мужчины проживали без жён, 30 % домохозяйств не являлись семьями. В 27,8 % домохозяйств проживал только один человек, 12,8 % составляли одинокие пожилые люди (старше 65 лет). Средний размер домохозяйства составлял 2,6 человека. Средний размер семьи — 3,2 человека.
Население города по возрастному диапазону распределилось следующим образом: 28,1 % — жители младше 20 лет, 21,5 % находятся в возрасте от 20 до 39, 33,4 % — от 40 до 64, 17 % — 65 лет и старше. Средний возраст составляет 40,5 года.
Согласно данным опросов пяти лет с 2012 по 2016 годы, медианный доход домохозяйства в Рокспрингсе составляет 31 863 доллара США в год, медианный доход семьи — 47 396 долларов. Доход на душу населения в городе составляет 17 648 долларов. Около 7,4 % семей и 9,6 % населения находятся за чертой бедности. В том числе 11 % в возрасте до 18 лет и 19,3 % старше 65 лет.

## Местное управление
Управление городом осуществляется мэром и городским советом, состоящим из 5 человек, один из которых выбирается заместителем мэра.
Другими важными должностями, на которые происходит наём сотрудников, являются:
- Городской секретарь
- Директор общественных работ
- Клерк

## Инфраструктура и транспорт
Основными автомагистралями, проходящими через Рокспрингс, являются:
- автомагистраль 377 США идёт с северо-востока от Джанкшена на северо-запад к Дель-Рио.
- автомагистраль 55 штата Техас идёт с северо-запада от пересечения с магистралью 277 к югу от Соноры на юго-восток к Ювалде.

В городе располагается аэропорт округа Эдуардс. Аэропорт располагает одной взлётно-посадочной полосой длиной 1234 метра. Ближайшим аэропортом, выполняющим коммерческие рейсы, является региональный аэропорт в Сан-Анджело. Аэропорт находится примерно в 190 километрах к северу от Рокспрингса.

## Образование
Город обслуживается независимым школьным округом Рокспрингс.

## Экономика
Согласно бюджету города на 2016-2017 финансовый год, доходы города в 2015-2016 финансовом году составили составили $0,7 млн, а расходы — $0,94 млн.

## Отдых и развлечения
К северу от города находится заповедная территория штата Техас Колодец Дьявола (англ. Devil's Sinkhole State Natural Area), главной достопримечательностью которой является впадина глубиной приблизительно 120 метров. Также в городе располагается музей ассоциации производителей ангорских коз.
Каждый год в мае в Рокспрингсе проводится мероприятие «Top-o-the-World» в честь производителей шерсти и мохера в регионе.

## Галерея

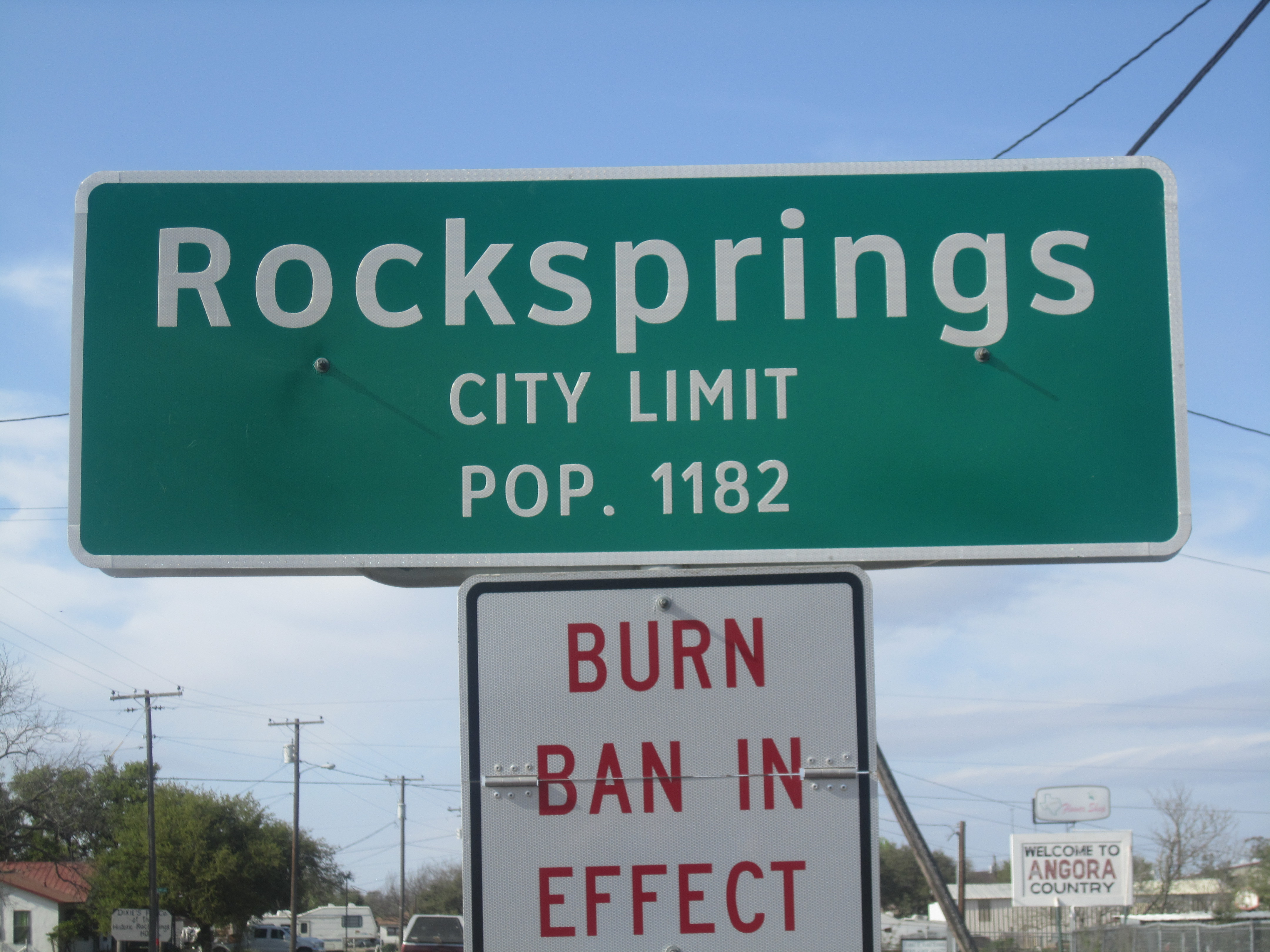
Знак на въезде в Рокспрингс
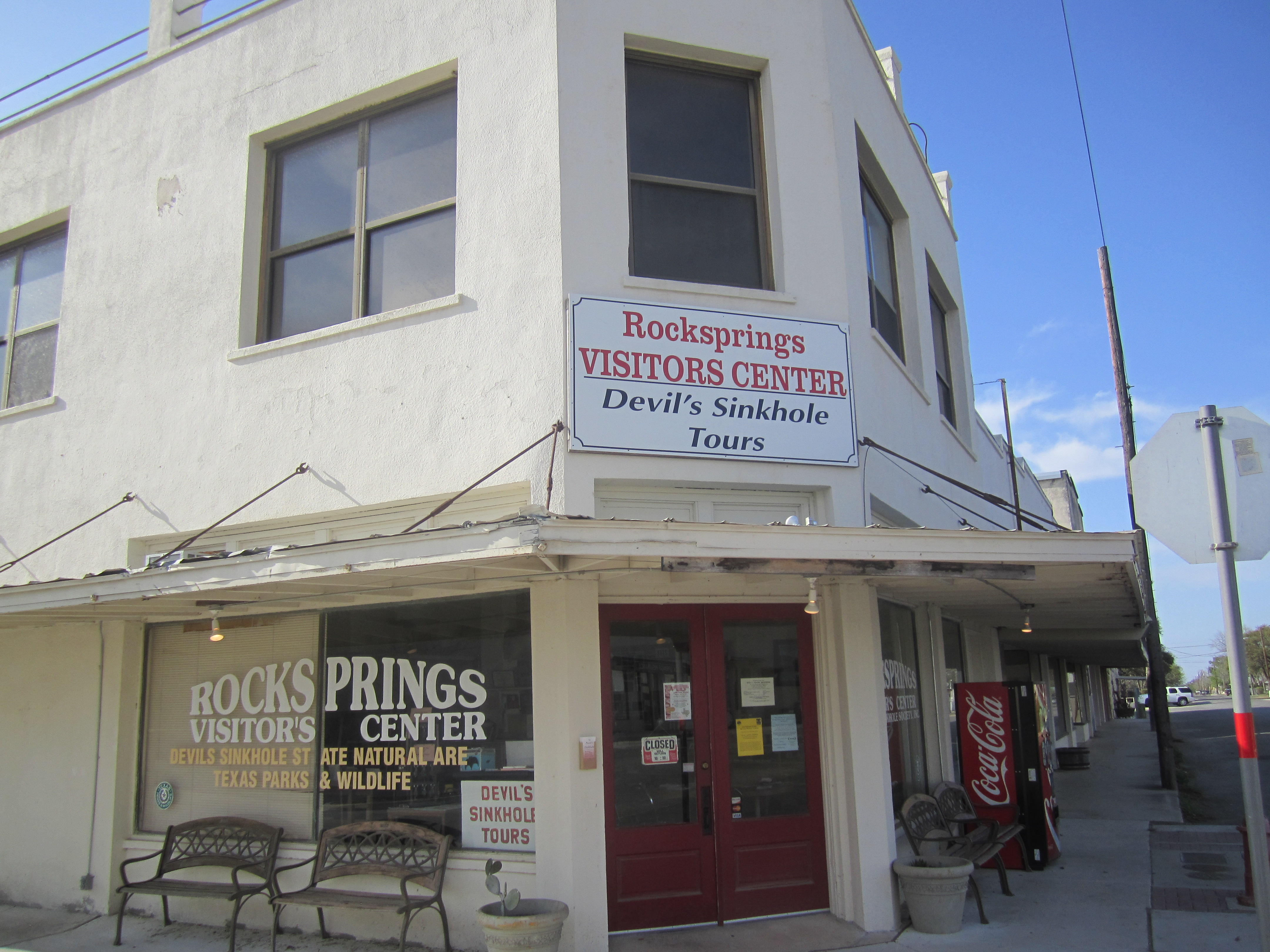
Туристический центр города
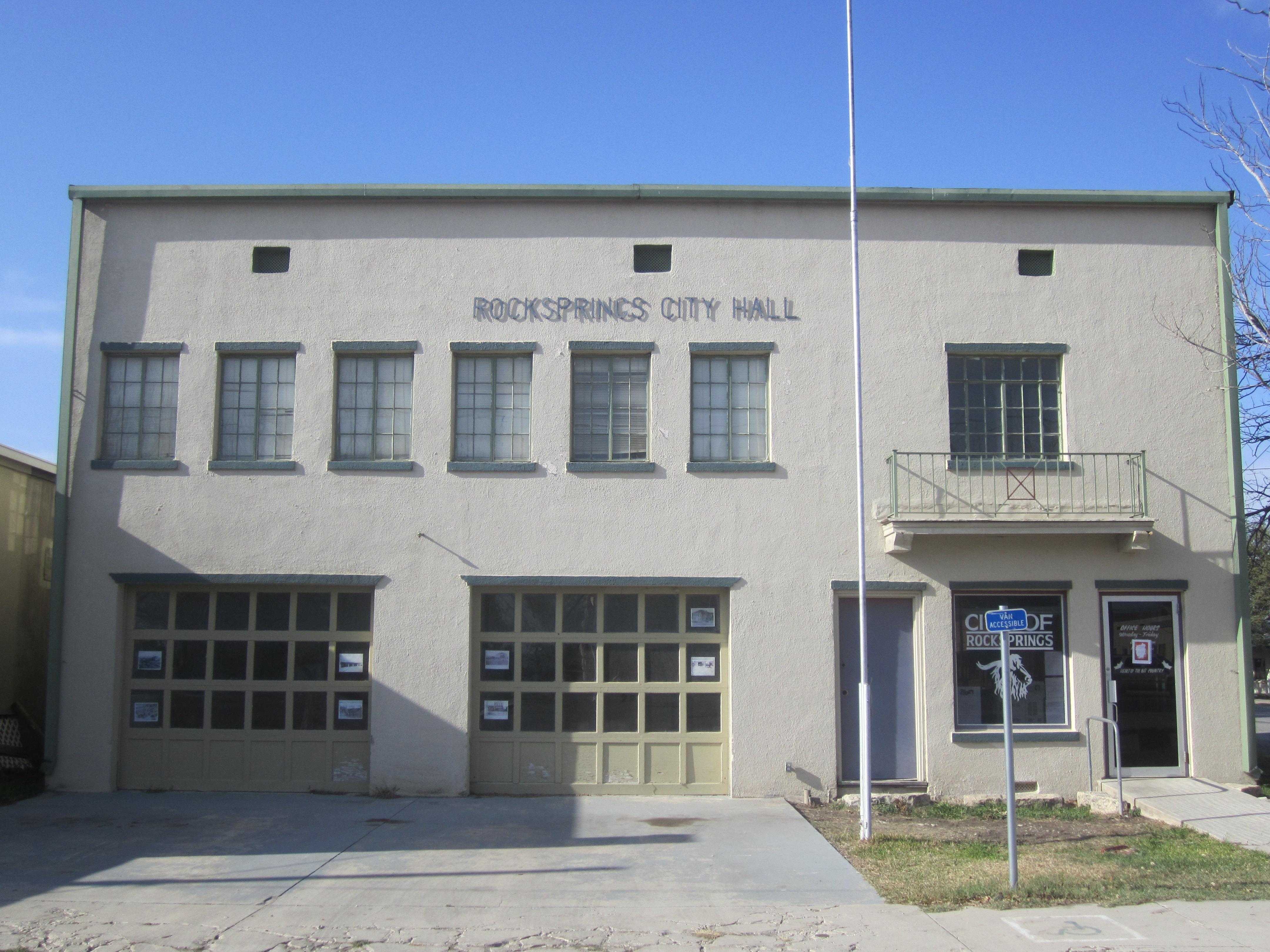
Городская ратуша
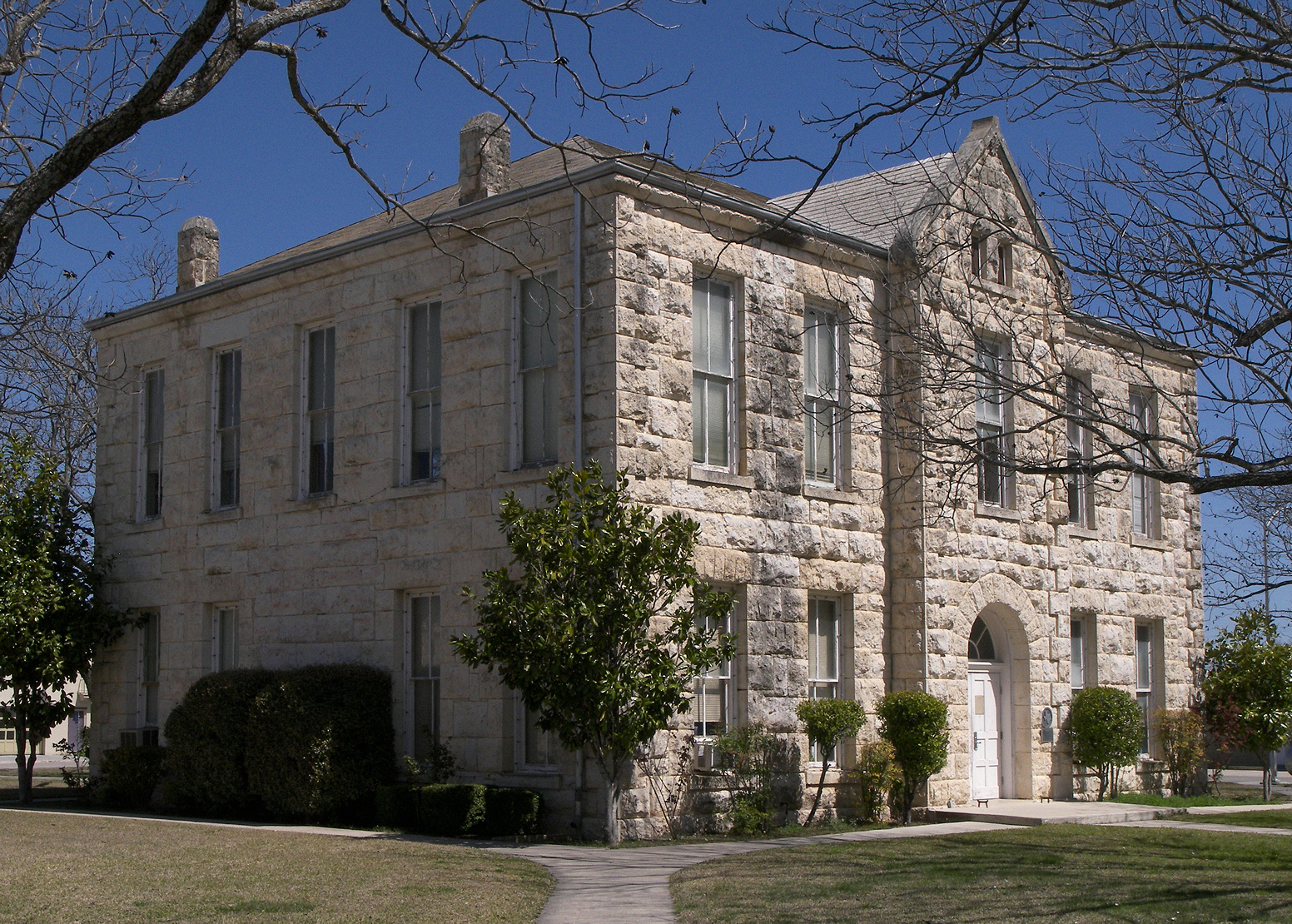
Здание суда округа Эдуардс
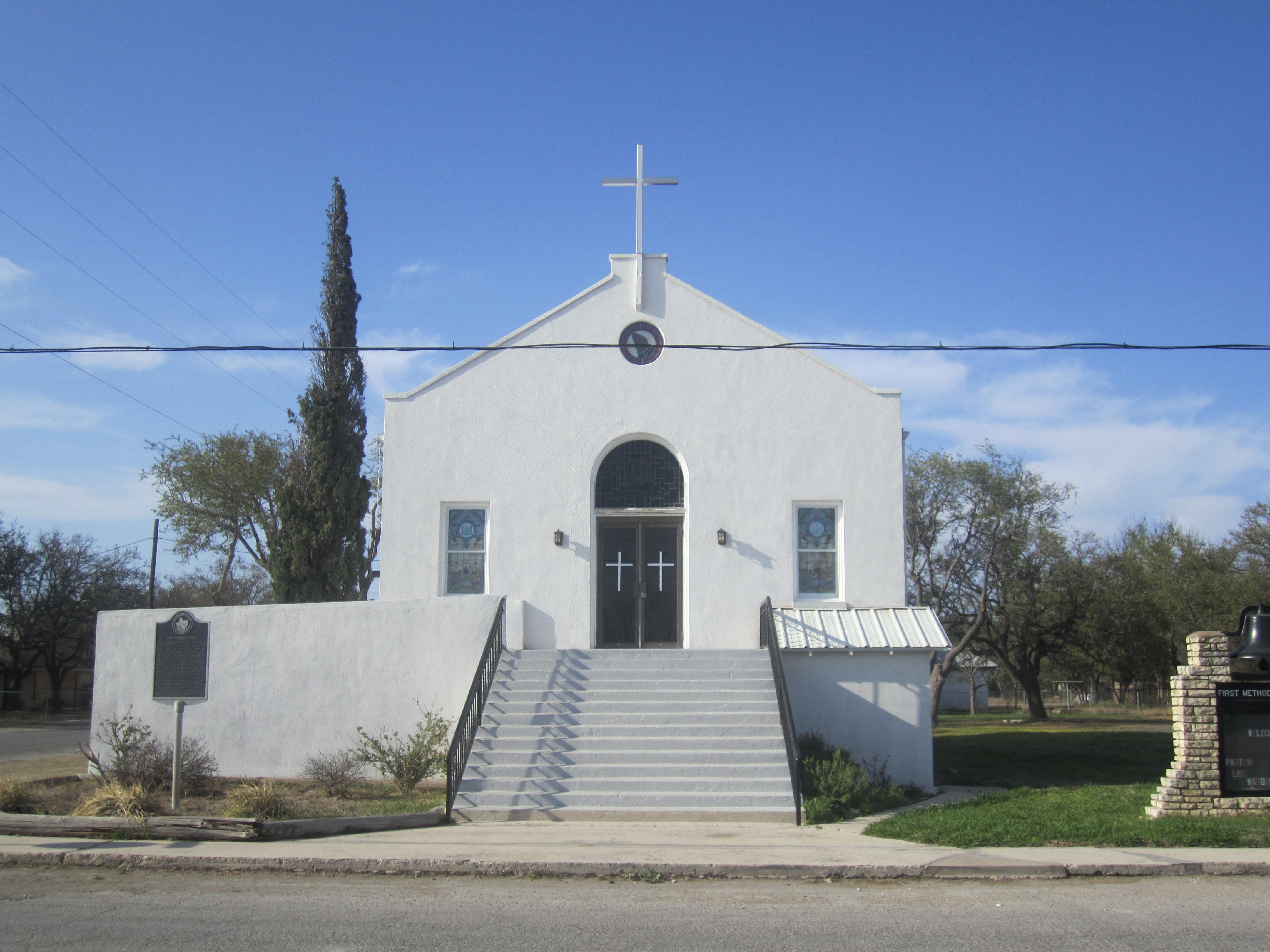
Первая методистская церковь в Рокспрингсе